# Franco Venanti

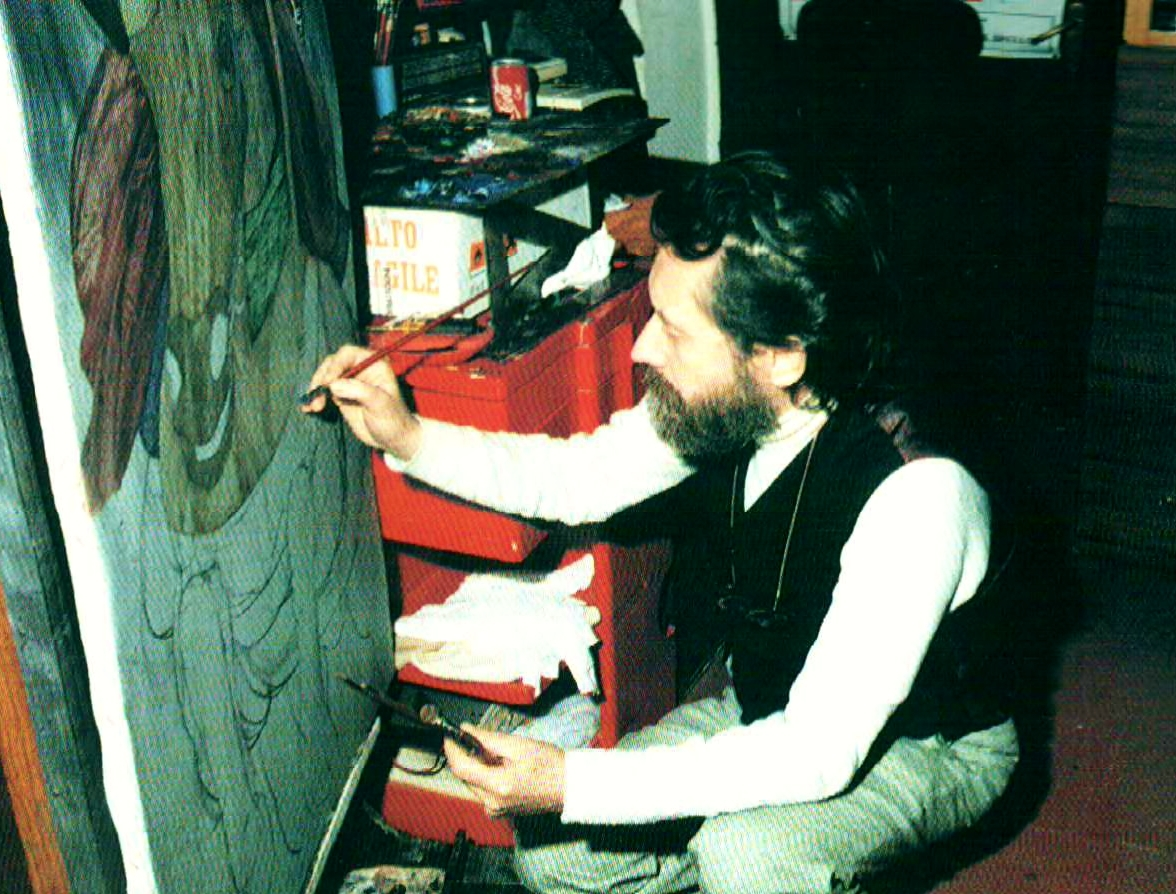
Franco Venanti

Franco Venanti (* 6. November 1930 in Perugia) ist ein italienischer Maler.

## Karriere
Im Jahr 1963 gründete er die Kulturvereinigung „Luigi Bonazzi“, zusammen mit Gerardo Dottori und anderen Intellektuellen Perugias, der er bis 1974 als Präsident vorstand. Ziel der Vereinigung ist es, historische, wissenschaftliche und künstlerische Aspekte Umbriens bekannt zu machen.
Im Jahr 1970 stellte er zum ersten Mal im Ausland aus, auf der Biennale in Madrid und  der von Barcelona.
Im Jahr 1978 erhielt er von der Stadt Terni den Valentino d’oro für künstlerische Verdienste.
Im Jahr 1985 wurde er von Präsident Sandro Pertini zum Großoffizier des Verdienstordens der Italienischen Republik ernannt.
Im Jahr 2003 verlieh ihm Carlo Azeglio Ciampi die Medaglia d’argento ai benemeriti della cultura e dell’arte. Anschließend trug ihn die Stadt Perugia in das Goldene Buch der berühmtesten Bürger ein.
Im Jahr 1993 hatte er eine Einzelausstellung in der Thomas & Gallery Kou Saburo Hwang in Tokio.
Seine Arbeiten finden sich in zahlreichen privaten und öffentlichen Sammlungen im In- und Ausland.